# Igenhausen
Igenhausen ist ein Pfarrdorf und Ortsteil von Hollenbach im Landkreis Aichach-Friedberg, der zum Regierungsbezirk Schwaben in Bayern gehört.

Zur Gemarkung gehören auch der Weiler Hirschbach und die Einöde Sankt Georg.

## Geographie
Igenhausen und seine Ortsteile Hirschbach und Sankt Georg liegen im Donau-Isar-Hügelland und damit im Unterbayerischen Hügelland, das zum Alpenvorland, einer der Naturräumlichen Haupteinheiten Deutschlands, gehört.
Igenhausen liegt circa vier Kilometer südwestlich des Hauptortes Hollenbach. Hirschbach und Sankt Georg liegen beide nordwestlich von Igenhausen.
Westlich von Hirschbach entspringt der Krebsbach, der sich dann nach Osten wendet und bei Walchshofen in die Paar mündet.
Igenhausen liegt an der südwestlich-nordöstlich entlang des Krebsbachtals verlaufenden Kreisstraße AIC 4 von Haunswies nach Motzenhofen. Hirschbach und Sankt Georg liegen beide nordwestlich von Igenhausen an der Ortsverbindungsstraße, die von Igenhausen zur Staatsstraße St 2035 führt und südlich von Weichenberg in diese mündet.

## Geschichte
Der Ort lag an einer Verbindungsstraße aus der Römerzeit zwischen dem heutigen Augsburg und Regensburg, auf welcher Salz transportiert wurde. „Hügenhausen“  wurde erstmals 1100 in der Chronik von Augsburg erwähnt und gehörte damals den Pfalzgrafen von Scheyern-Wittelsbach. Hügenhausen wurde am 15. Juni 1326 an das Kloster Fürstenfeld verkauft. Die katholische Pfarrei Sankt Michael in Igenhausen, Pfarreiengemeinschaft Inchenhofen, gehört zum Dekanat Aichach-Friedberg im Bistum Augsburg. Zur Pfarrei gehören auch Hirschbach, Sankt Georg und fünf Anwesen von Schönbach.
Mit dem ersten Gemeindeedikt wurde 1808 der Steuerdistrikt Igenhausen mit Schönbach, Hirschbach und Sankt Georg gebildet. Im Zuge des zweiten Gemeindeediktes von 1818 entstanden daraus die Ruralgemeinden Igenhausen (mit Hirschbach und Sankt Georg) und Igenhausen im Landgericht Aichach.
Die Gemeinde Igenhausen hatte bei der Volkszählung vom 1. Dezember 1871 insgesamt 296 Einwohner, davon 280 im Hauptort, 11 in Hirschbach und 5 in Sankt Georg. Der Ort war eigene Pfarrei und hatte eine eigene Schule.
Bis zum 1. Januar 1971 gehörte Igenhausen mit seinen Ortsteilen als selbstständige Gemeinde zum Landkreis Aichach und wurde dann im Zuge der Gebietsreform in Bayern in die Gemeinde Hollenbach eingemeindet.

## Persönlichkeiten
- Joseph Gambihler (1801–1847), Lehrer und Publizist